# Lac de Saint-Point
Pour les articles homonymes, voir Point.
Le lac de Saint-Point ou lac de Malbuisson, est le neuvième parmi les plus vastes lacs naturels de France métropolitaine. Il se situe dans le département du Doubs, au sein du massif du Jura, à une quinzaine de kilomètres de la ville de Pontarlier.
Le plan d'eau occupe une vaste dépression d'origine glaciaire au sein d'un synclinal crétacé. Situé sur un plateau du Haut-Doubs à l'altitude de 849 mêtres, le lac de Saint-Point est traversé par le Doubs, qui le rejoint quelques kilomètres après sa source. Ce plan d'eau s'étire sur une longueur d'environ sept kilomètres pour une moyenne de 800 m de large. Les deux extrémités sont occupées par des alluvions récentes, déposées par la rivière, le fond de cette cuvette étant, quant à lui, tapissé de dépôts glaciaires et fluvio-glaciaires.
En raison de l'altitude et de la rigueur du climat, le lac gèle assez fréquemment en hiver, de façon partielle ou totale.
Alors qu'historiquement, le lac était principalement exploité pour la pêche, l'ensemble des collectivités du secteur (les communes riveraines, la communauté de communes des Lacs et Montagnes du Haut-Doubs, ainsi que le conseil départemental du Doubs) favorisent désormais l'activité touristique, tant l'été (baignade et randonnée) que l'hiver (ski nordique, patinage).

## Toponymie
Le nom du plan d'eau est attesté sous les formes De lacu donni Valtheri en 1263 ; Lou lay dam Vatier en 1282 ; ay Damp Wauthier en 1325 ; lac de Dampvauthier ou Damvauthier (sans date), puis Saint Ponce en 1454.
L'élément Dam(p)- représente la forme altérée de Dom-, appellatif toponymique issu du gallo-roman DOMNU issu du latin dominus « seigneur » cf. domina > domna > dame. Il s'est employé de l'époque mérovingienne jusqu'au Xe siècle avec la valeur de « saint » surtout dans le Nord et l'Est. Dampvauthier ou Damvauthier signifie « Saint-Gauthier » du nom d'un sanctuaire disparu. Le même genre d'altération de Dom- en Dam(p) s'observe par exemple dans Dammard (Aisne, Dampmard 1518) ; Dampmart (Seine-et-Marne, Domnus Medardus 1195) « Saint-Médard ». Les représentants les plus nombreux de ce type toponymique sont Dompierre / Dampierre et Dommartin / Dammartin.
La paroisse voisine de Saint-Point à laquelle il doit son nom actuel, est mentionnée sous les formes Saint Poing en 1598 et Sainct Point en 1614.
Il est parfois nommé, à tort, lac de Malbuisson, du nom de l'autre commune importante qui le borde.

## Présentation géographique

### Situation
Le lac de Saint-Point est situé dans l'Est de la France, dans le canton de Frasne et le département du Doubs, en Franche-Comté. Il se situe dans la région montagneuse du Haut-Doubs, au cœur du massif du Jura, non loin de la ville de Pontarlier, au nord, et de la frontière entre la France et la Suisse, à l'est.

### Description
Le lac s'étend dans un large val tectonique orienté du sud-ouest au nord-est, entre la montagne du Laveron et celle du fort Saint-Antoine, aujourd'hui appelé vallée des lacs Saint-Point et Remoray.
Alimenté par le Doubs, le plan d’eau long de 7,2 km et large de 800 m est, par ses dimensions, le quatrième lac naturel d'origine glaciaire de France après ceux du Bourget, d'Annecy, et d'Aiguebelette, exception faite de la partie française du lac Léman. Il est le plus vaste des lacs naturels du Jura français. Il n'est séparé du lac de Remoray que par une zone humide, milieu naturel particulièrement riche en biodiversité.
Dans ce paysage de moyenne montagne, la présence du plan d'eau est un important atout économique et écologique pour les communes riveraines : Saint-Point-Lac, Les Grangettes, Labergement-Sainte-Marie, Montperreux et Malbuisson, la plus importante avec 855 habitants permanents.
Hors saison touristique, les communes riveraines du lac de Saint-Point, du lac de Remoray et du bassin amont du Doubs n'ont qu'une faible densité de population, celle-ci n'étant que légèrement supérieure à 5 000 habitants répartis en une vingtaine de bourges et hameaux d’inégale importance, pour une superficie supérieure à 200 km2. Les principales activités économiques du secteur du lac sont liées à l’hôtellerie et à l'activité touristique, à l’exploitation de la forêt et à l’élevage des bovins.
|  |

### Communes et hameaux riverains
Le territoire lacustre est partagé entre cinq communes :
- au nord : Oye-et-Pallet (le hameau de La Résine) ;
- à l'ouest : Les Grangettes (Port Titi, les hameaux des Chénées et de La Vagère, le hameau des Creux), Saint-Point-Lac (Le bourg) ;
- à l'est : Malbuisson (le Bourg et le hameau du Vézenay),
Montperreux (les hameaux de Chaudron et de la Côte Montceau, le Bourg, le hameau de Chaon) ;
- au sud : Labergement-Sainte-Marie (le hameau de Granges Sainte-Marie).

### Hydrographie

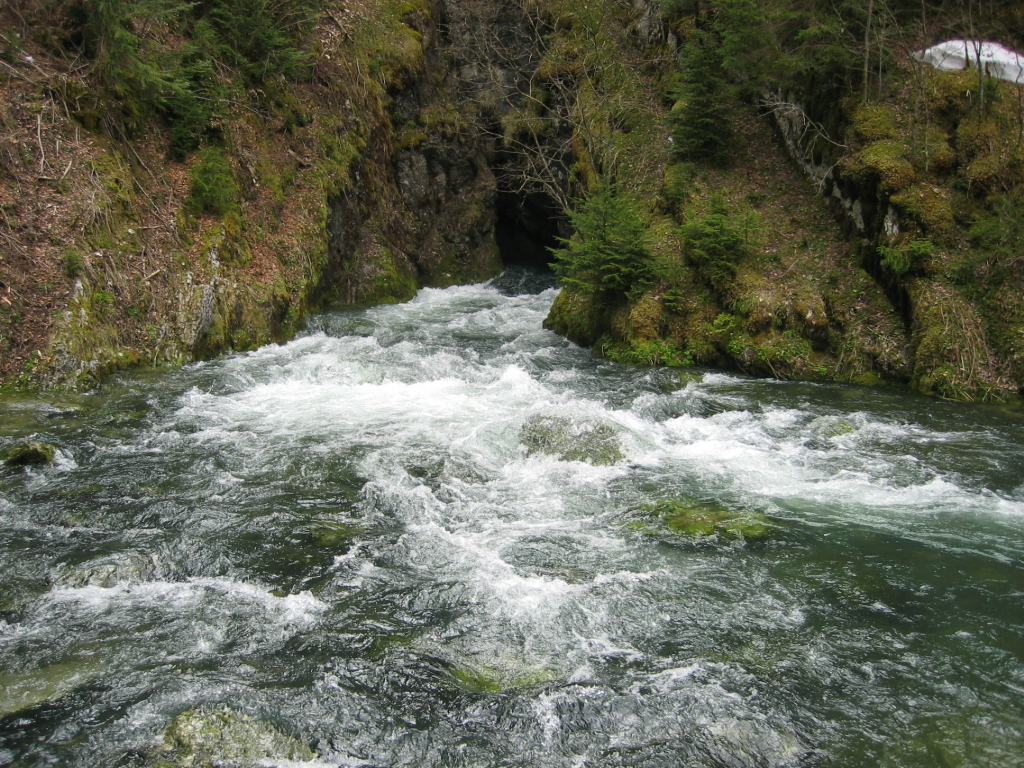
La source du Doubs.

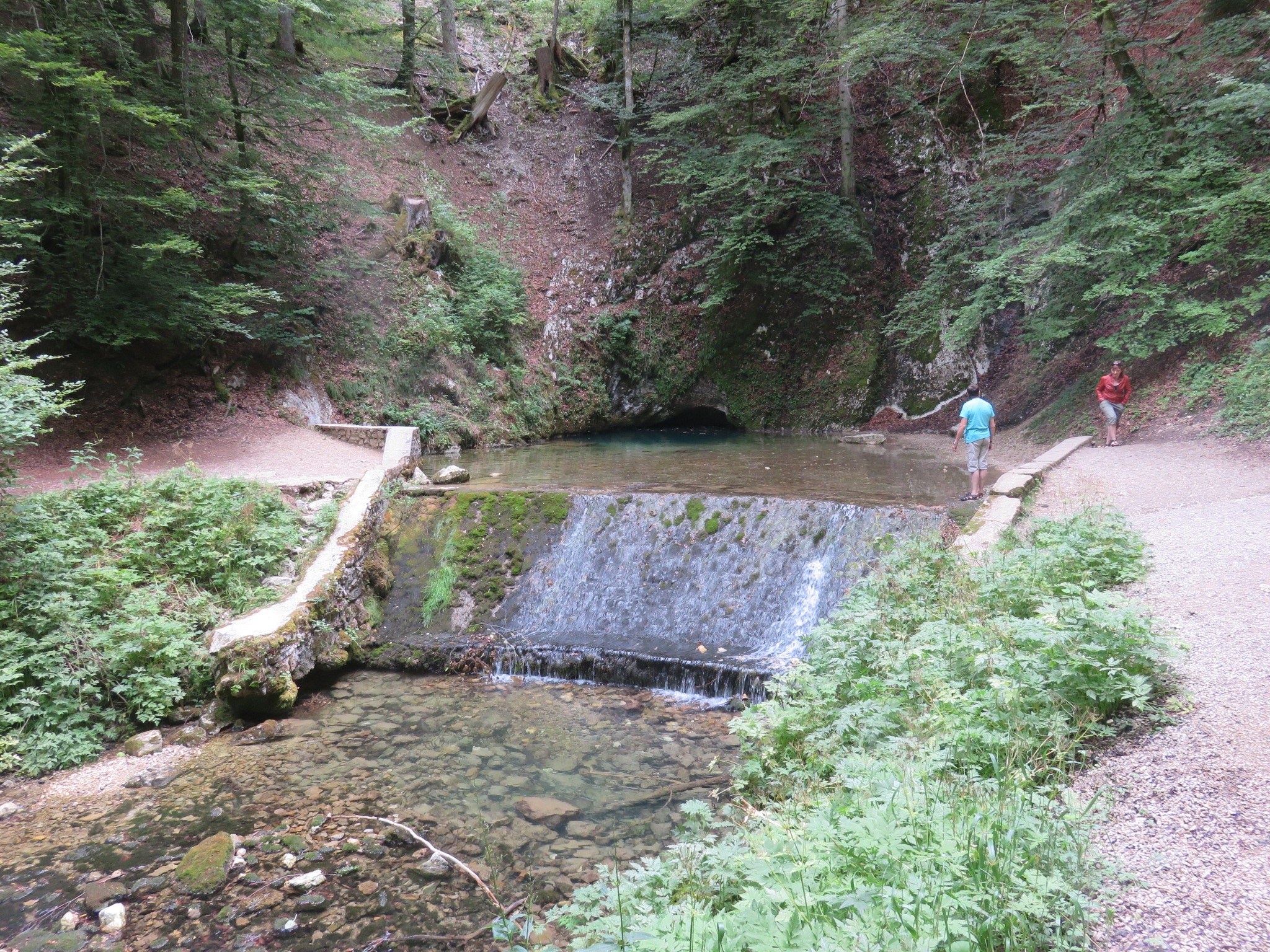
la Source bleue.

- Le Doubs

Le Doubs, rivière franco-suisse qui prend sa source à Mouthe à 945,5 mêtres d'altitude, dans le département français à qui il a donné son nom, traverse ensuite le lac de Saint-Point après avoir parcouru vingt-deux kilomètres depuis sa source. Son débit est très irrégulier avec un régime pluvial à pluvio-nival.
- La Source bleue

Alimentée par une résurgence karstique, cette source karstique et le petit ruisseau de quelques centaines de mètres qui en sort se jette dans le lac, et son cours présente une cascade. Elle a reçu son nom en raison de la couleur tirant au bleu-vert / turquoise de ses eaux.
- L'exutoire  Il est situé à Oye-et-Pallet sur la rive orientale du lac. Depuis 1928, un barrage régularise son niveau, essentiellement pour les besoins des usines en aval. Un projet visant à son remplacement par un ouvrage, plus haut de 25 cm, a été validé en 2025 ; il permettra de stocker un million de m3 supplémentaires, nécessaires pour compenser les assecs du Doubs en été. Les travaux débuteront en 2026 pour une durée de 18 à 24 mois.

### Climat

#### Un climat rude
Le climat du Haut-Doubs connaît une forte influence continentale, avec une composante montagnarde liée à l'altitude. Il se caractérise par une forte amplitude thermique annuelle d'où l'enneigement et de fortes gelées l'hiver et de grosses chaleurs en été, ponctuées par de fortes averses orageuses.

#### Tableaux des températures
| Mois                              | jan. | fév. | mars | avril | mai  | juin | jui. | août | sep. | oct. | nov. | déc. |
| --------------------------------- | ---- | ---- | ---- | ----- | ---- | ---- | ---- | ---- | ---- | ---- | ---- | ---- |
| Température minimale moyenne (°C) | −3   | 0    | 1,7  | 5,3   | 8,6  | 12,9 | 15,8 | 13,4 | 10,2 | 6,2  | 4,1  | −1,7 |
| Température maximale moyenne (°C) | 2    | 6,1  | 10,6 | 17,3  | 16,7 | 23,1 | 27,2 | 22,9 | 19,5 | 15,3 | 9    | 3,6  |

| Mois                              | jan. | fév. | mars | avril | mai | juin | jui. | août | sep. | oct. | nov. | déc. |
| --------------------------------- | ---- | ---- | ---- | ----- | --- | ---- | ---- | ---- | ---- | ---- | ---- | ---- |
| Température minimale moyenne (°C) | 0,7  | −1,1 | 2,8  | 5,5   | 9,2 | 13,6 | 16,7 | 15,4 | 10,2 | 6,7  | 5,1  | 2,9  |
| Température maximale moyenne (°C) | 5,9  | 6,2  | 12,6 | 17,3  | 20  | 24,9 | 29,4 | 27   | 20,1 | 14,9 | 12,7 | 12,1 |

### Environnement

#### Qualité des eaux
Les peuplements aquatiques du lac ont fait l’objet de trois types d’investigations durant les années 2000, un premier rapport mettant en évidence la difficulté du bassin à minéraliser la matière organique. Ce phénomène est dû à « un déficit chronique en oxygène qui s’accentue avec le temps, l’anoxie profonde faisant redouter un relargage du phosphore à partir des sédiments en fin de période de stratification hivernale. ».
En 2015, les élus de la Communauté de communes du Mont d'Or et des deux Lacs décident d'affecter 3,7 millions d’euros à de nouveaux travaux d’assainissement des communes, afin de réduire les rejets dans le lac. Ces travaux d'assainissement sont répartis sur trois ans.
Durant l'été 2018, la région du lac de Saint-Point et du Haut-Doubs subit une sécheresse importante, obligeant Joël Mathurin, préfet du Doubs, à demander le 19 octobre la baisse des vannes de sortie du lac de Saint-Point, afin de donner la priorité à l’alimentation en eau potable de la population du secteur.

#### Faune et flore
Inscrite à l'Inventaire national du patrimoine naturel, la ZNIEFF du lac de Saint-Point et des zones humides environnantes abrite de nombreuses espèces animales et végétales patrimoniales ainsi que des milieux humides remarquables.
La faune terrestre comprend diverses espèces d'oiseaux ainsi que des amphibiens.
Le lac présente un peuplement assez divers d'espèces de poissons et de crustacés, notamment le gardon, la perche, le corégone, le brochet, ainsi que de la truite, de la vandoise et du vairon, ces trois dernières espèces étant considérées en forte régression.

#### Label
Le lac fait partie du site Ramsar « Tourbières et lacs de la montagne Jurassienne » depuis février 2021.

### Accès

#### Par la route
Le secteur du lac, situé à quelques kilomètres à l'ouest de la route nationale 57 (RN 57) qui relie Besançon à la frontière franco-suisse, est sillonné par de nombreuses routes départementales dont :
- la RD 437 relie Pontarlier (jonction avec la RN 57) à Malbuisson jusqu'à Chaux-Neuve et Saint-Laurent-en-Grandvaux (Jura) ;
- la RD 129 relie Oye-et-Pallet à Labergement-Sainte-Marie (hameau de l'Abbaye), jonction avec la RD 9 et la RD 46 ;
- la RD 204 relie le bourg de la commune de Montperreux au hameau de Chaudron ;
- la RD 44 relie le hameau de Chaon à la RN 57 (hameau du bief des Rasses).

#### Par le rail
Le lac n'est plus accessible directement par le chemin de fer depuis 1950. Les gares ferroviaires les plus proches sont l'arrêt ferroviaire de Labergement-Sainte-Marie et la gare de Pontarlier, qui offrent des liaisons TER. La gare de Frasne est un peu plus éloignée mais offre des liaisons TGV Lyria ; elle est accessible depuis Malbuisson par autocar. Ces gares offrent des liaisons avec la Suisse (par Vallorbe), le cas échéant par des trains CFF.

## Géologie

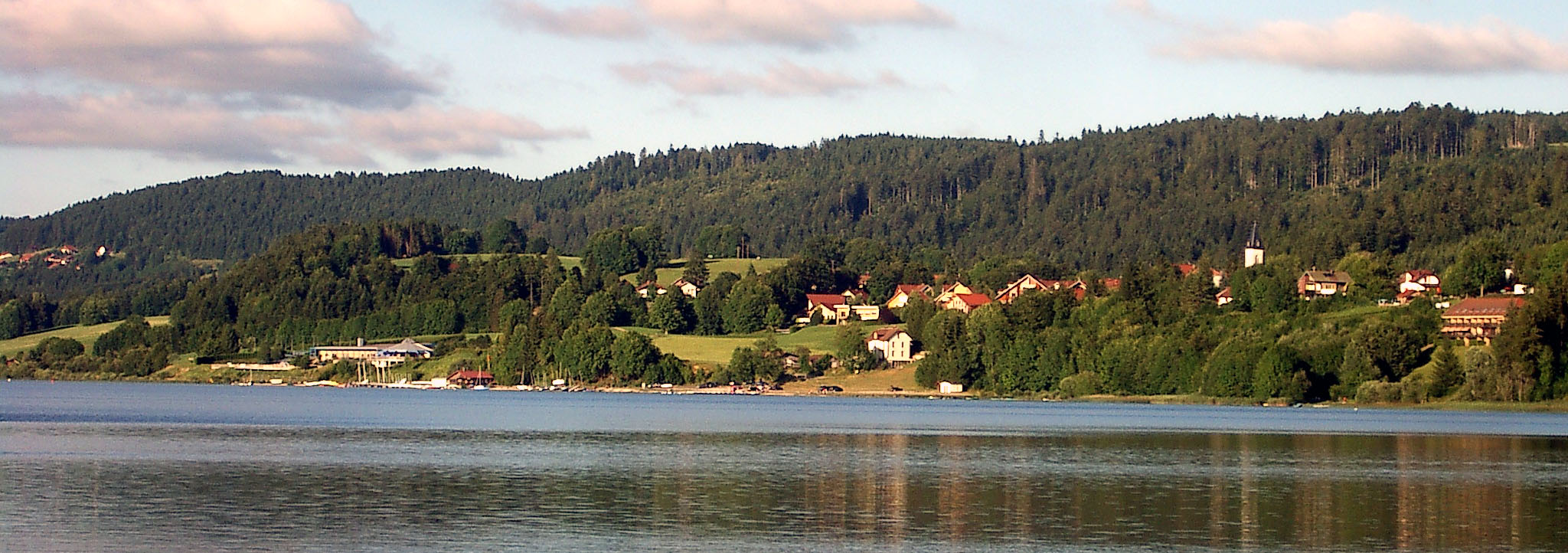
Vue panoramique de Malbuisson depuis la rive gauche du lac de Saint-Point.

Les lacs de Saint-Point et de Remoray, qui, à l'origine ne formaient qu'un seul ensemble lacustre, sont situés au fond d'une large vallée synclinale dans un axe nord-est sud-ouest, formé à la suite du plissement de la chaîne jurassienne. Cette vallée est également issue d'une dépression surcreusée par les glaciers quaternaires qui l'ont occupée, laquelle est enserrée entre le synclinal de Malbuisson et le synclinal de Malpas. La séparation des deux plans d'eau est issue de l'édification d'un delta sédimentaire formé au débouché du Doubs qui en se comblant a séparé les deux lacs.
Les phases successives du retrait glaciaire et de la création des deux lacs sont les suivantes :
1. vers - 20 000, la glaciation de Würm couvre la région du lac d'un épais manteau de glace, un réchauffement progressif va s'engager ;
2. au fur et à mesure du réchauffement, le glacier se retire ;
3. vers - 17 000, la vallée est libre de glace et un apport de sédiments commence à édifier un delta, sous la forme d'un cône alluvial au débouché des gorges du Fourpéret ;
4. puis, les glaciers finissent par disparaître, leurs eaux de fonte laissent de nouveaux dépôts, le delta formé par le Doubs s'épaissit et sépare les deux lacs.

## Histoire

### Préhistoire et Antiquité
Peuplé par les Séquanes, peuple gaulois de l'est de la Gaule, le territoire du Doubs fut sous domination romaine jusqu'au Ve siècle. Le territoire des Séquanes fit d'abord partie de la province de Gaule lyonnaise, puis, à partir du règne de Domitien, de celle de Germanie Supérieure.

### Moyen Âge
Après la chute de l'Empire romain d'Occident, à la fin du Ve siècle, ce qui correspond au territoire du Haut-Doubs est occupé par les Burgondes, envahisseurs venus du nord de l'Europe.

#### Le prieuré de Saint-Point
Durant le XIe siècle, un ermitage est créé, puis ou au tout début du XIIe siècle, un prieuré lui succède à proximité immédiate du lac de Damvauthier, et prend le nom de Prieuré de Saint-Point en hommage à l'ermite Saint-Ponce (en latin Pontii eremitæ) qui avait vécu là (voir la légende de Damvauthier). Les moines de ce prieuré, issus de la communauté religieuse de la communauté religieuse de Romainmôtier défrichent les abords du lac, notamment les « forêts et des lieux stériles ». Les moines eurent à lutter contre les prétentions de Humbert III de Salins, seigneur local, mais l'évêque Anséric de Besançon intervint en leur faveur. Dès lors la communauté de Saint-Point connut une assez grande renommée, mais son effectif ne dépassa jamais les dix moines.

#### Le baroichage de Pontarlier
Dès le XIIIe siècle il existe à Pontarlier une bourgeoisie, celle-ci va s'organiser pour nommer quatre échevins et les villages des environs, quatre jurés, qui deviennent les huit magistrats désignés sous le nom de « baroichage », du vieil allemand bar signifiant « libre » ou « indépendant ». Ils sont chargés de gérer les affaires communes et une charte de 1246 distingue les « chevaliers et barons de Pontarlier ». En plus des bourgeois résidant en ville, il y a ceux du baroichage qui leur sont associés. Dix neuf villages composent ce baroichage dont tous ceux qui entourent le lac de Saint-Point.
Durant le haut Moyen Âge, les habitants de la région du lac subirent les conséquences de la lutte des hauts Barons du comté de Bourgogne contre le roi de France. Jusqu'à la fin du XVe siècle, toutes les localités ne formèrent qu'une seule paroisse, celle de Saint-Point.

### Renaissance et époque moderne
Au cours des XVIe siècle et XVIIe siècle de nouvelles paroisses sont créées. Montperreux et Chaudron ont leurs églises en 1508, Malbuisson devient une paroisse indépendante en 1618 et les Grangettes en 1636. Le nom du « lac de Damvauthier » disparait au profit de celui de « lac de Saint-Point » après le XVIe siècle

### Époque contemporaine
Selon une ordonnance publiée en 1836, l'État français est devenu l'unique propriétaire du lac.
La Compagnie du tramway de Pontarlier à Mouthe inaugure, en 1900, le « Tacot », qui dessert les communes de la rive sud : Oye-et-Pallet, Montperreux (gare à Chaon), Chaudron, Malbuisson, Granges-Sainte-Marie, Labergement-Sainte-Marie. La ligne ferme en 1950, mais il en subsiste de multiples vestiges.

## Activités

### Activités sportives
En été, le climat qui règne sur le lac de Saint-Point est propice à la baignade, la voile, la pêche et aux balades le long du sentier de randonnée qui fait le tour de l'étendue lacustre. En hiver, lorsqu'il gèle totalement, le lac devient une vaste patinoire naturelle.
Le lac est particulièrement bien adapté au kitesurf et au windsurf, qui se pratiquent presque toute l'année. Une association basée à Chaon (un hameau de la commune voisine de Montperreux), assure la promotion de cette activité tout en bénéficiant de l'appui des collectivités locales qui y voient une manière originale de promouvoir l'activité touristique de la région. Les conditions de vent peuvent être excellentes par orientation SW-SSW. Il existe également une école de planche à voile et un club de canoë-kayak aux Grangettes, ainsi qu'à Malbuisson .
En 1994, le village de Malbuisson accueille l'arrivée de la 20e étape du Tour de France, dont le départ était situé à Morzine. Celle-ci est remportée par Djamolidine Abdoujaparov devant Ján Svorada et Silvio Martinello.

### Navigation

#### Réglementation
Seule, la navigation des bateaux à voile et ceux équipés d'un moteur uniquement électrique est autorisée, ainsi que la pratique des engins nautiques de loisir (canoë, kayak, aviron). La navigation à moteur est cependant soumise à réglementation : la vitesse maximum autorisée est de 10 km/h.

#### Transport lacustre
Durant l'été 2016, un bateau solaire équipé d'un moteur électrique alimenté par des batteries rechargées par des panneaux photovoltaïques et présentant une capacité maximum de vingt-quatre places a été mis à l'eau à Malbuisson. Ce bateau, unique en son genre sur le lac, effectue des navettes inter-rives pour les randonneurs, et des croisières commentées. Un autre navire, de capacité plus grande, est prévu pour 2018

## Le lac dans la culture populaire

### La légende du lac de Damvauthier

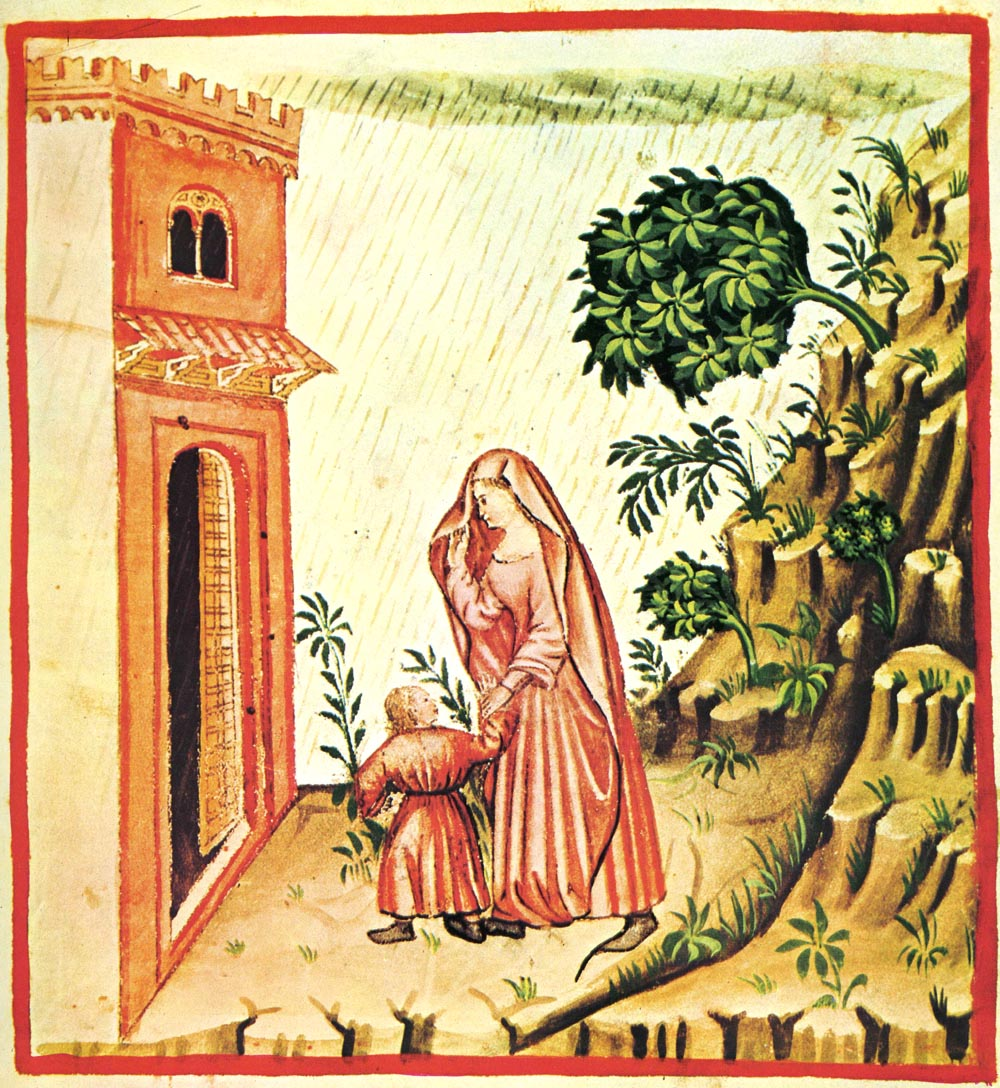
Selon la légende un gigantesque orage aurait englouti la cité de Damvauthier, épargnant l'ermite Point, une femme et son enfant
Miniature italienne du XIVe siècle.

La légende du lac de Damvauthier (ou Dampvauthier) évoque le sort d'un village qui aurait existé autrefois à l'emplacement du lac, non loin de Saint-Point.
Un soir, l'avant-veille de la fête de la Saint Vauthier, patron du village, une pauvre femme habillée en haillon, portant un petit enfant sur son bras, vint frapper à toutes les portes des maisons du village, mais les habitants lui refusèrent leur hospitalité, prétextant qu'ils étaient trop occupés à préparer la fête patronale. La pauvre femme et son enfant traversèrent ainsi tout le village sans recevoir aucune aide ou moyen de subsistance. Traversant ensuite la grande forêt près du village, elle y rencontra l'ermite dénommé Point qui lui offrit le gîte et le couvert dans sa modeste demeure. Épuisés, la femme et l'enfant passèrent la nuit dans l'abri de l'ermite. Le lendemain matin, Point se leva et trouva le gîte vide et sur sa table un riche repas. Étonné, l'ermite regarda en direction du village de Damvauthier et découvrit un grand lac à son emplacement. Durant toute la nuit un violent orage s'était abattu sur la cité, déversant des trombes d'eau. L'ermite entendit alors, dans le lointain, la voix du petit enfant de la pauvre femme qu'il avait hébergée :
« 
Parce que tu as eu pitié de ma mère et de moi, Point, Dieu a entendu ta prière ; le châtiment de ceux qui ne nous ont pas reconnus cessera le jour où l’un de cette ville aura pu faire accepter un morceau de pain à un pauvre étranger.
 »
Plus tard, l'ermite Point mourut, devint un saint homme vénéré par la population qui donna son nom au lac au bord duquel il avait vécu.
D'autres versions de cette légende ajoutent que la nuit qui suit la journée de la fête de la Toussaint, on a pu entendre autrefois le son des cloches de l'église engloutie, « pour rappeler aux hommes le châtiment du ciel, le glas sonné par les cloches de la cité maudite... »
Cette légende rejoint le mythe de la cité punie et engloutie, que l'on retrouve dans l'histoire fabuleuse de la cité d'Ys ou du village d'Herbauge en Bretagne, et dans la légende du village d'Ars près du lac de Paladru, dans le Dauphiné.

### La légende de la Source bleue

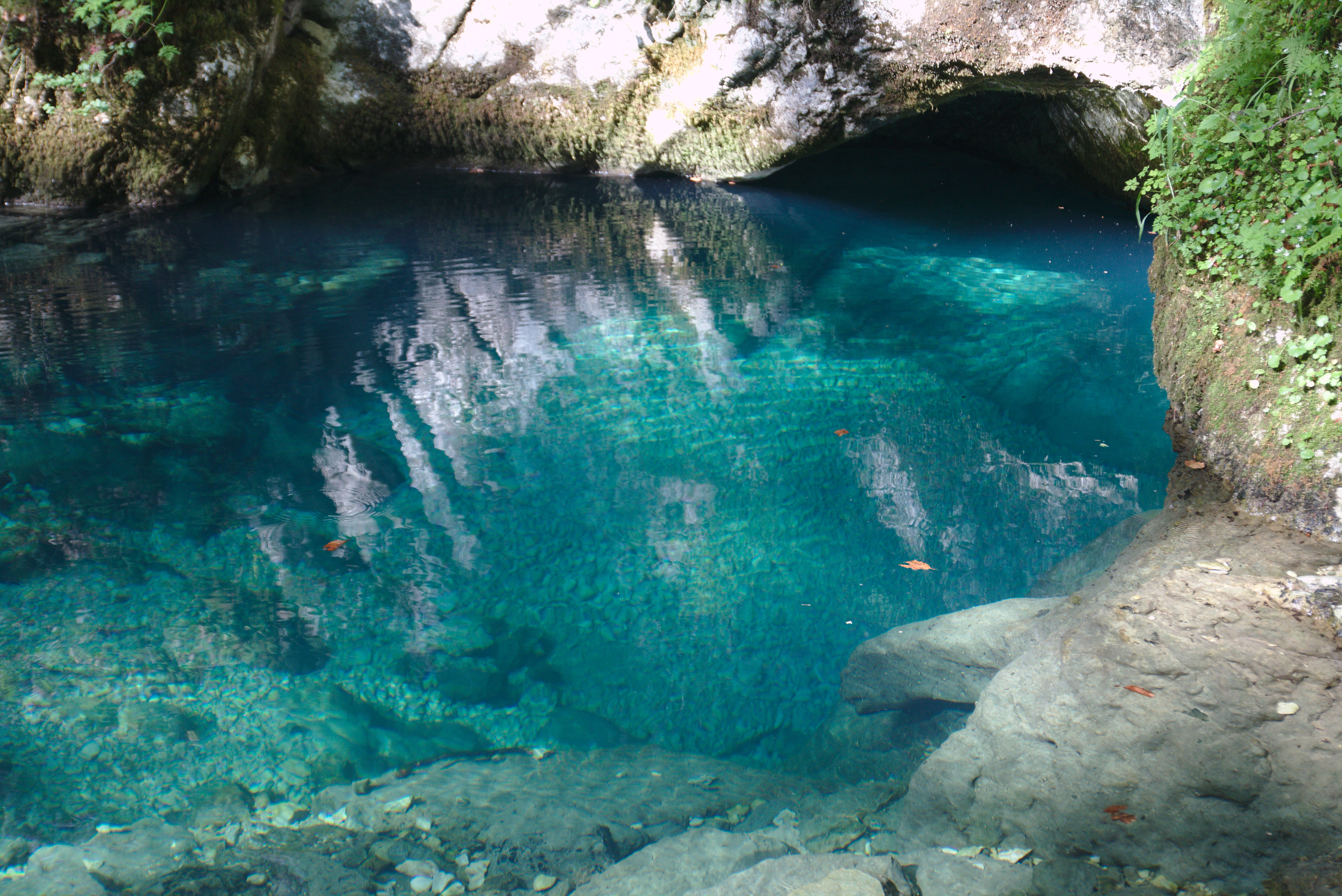
La source bleue à Malbuisson.

Cette résurgence située à quelques centaines de mètres de la rive du lac est à l'origine d'une légende en raison de la couleur de ses eaux, naturellement bleu-vert.
Selon la légende, la teinte bleue de la source viendrait des larmes qui coulèrent des yeux bleus de Berthe de Joux, qui pleura la mort de son amant tué par son mari Amaury III de Joux. Au retour de la croisade, celui-ci découvrit son épouse dans les bras du très beau chevalier de Montfaucon. Pris de rage, Amaury le tua et fit pendre sa dépouille à un gibet du château de Joux. Il fit ensuite enfermer Berthe de Joux dans un minuscule cachot du château, faisant face au gibet. Les larmes de la noble dame pleurant sans cesse l'infortune de son amant furent ainsi à l'origine de la source.

## Le lac dans les arts

### Dans la peinture

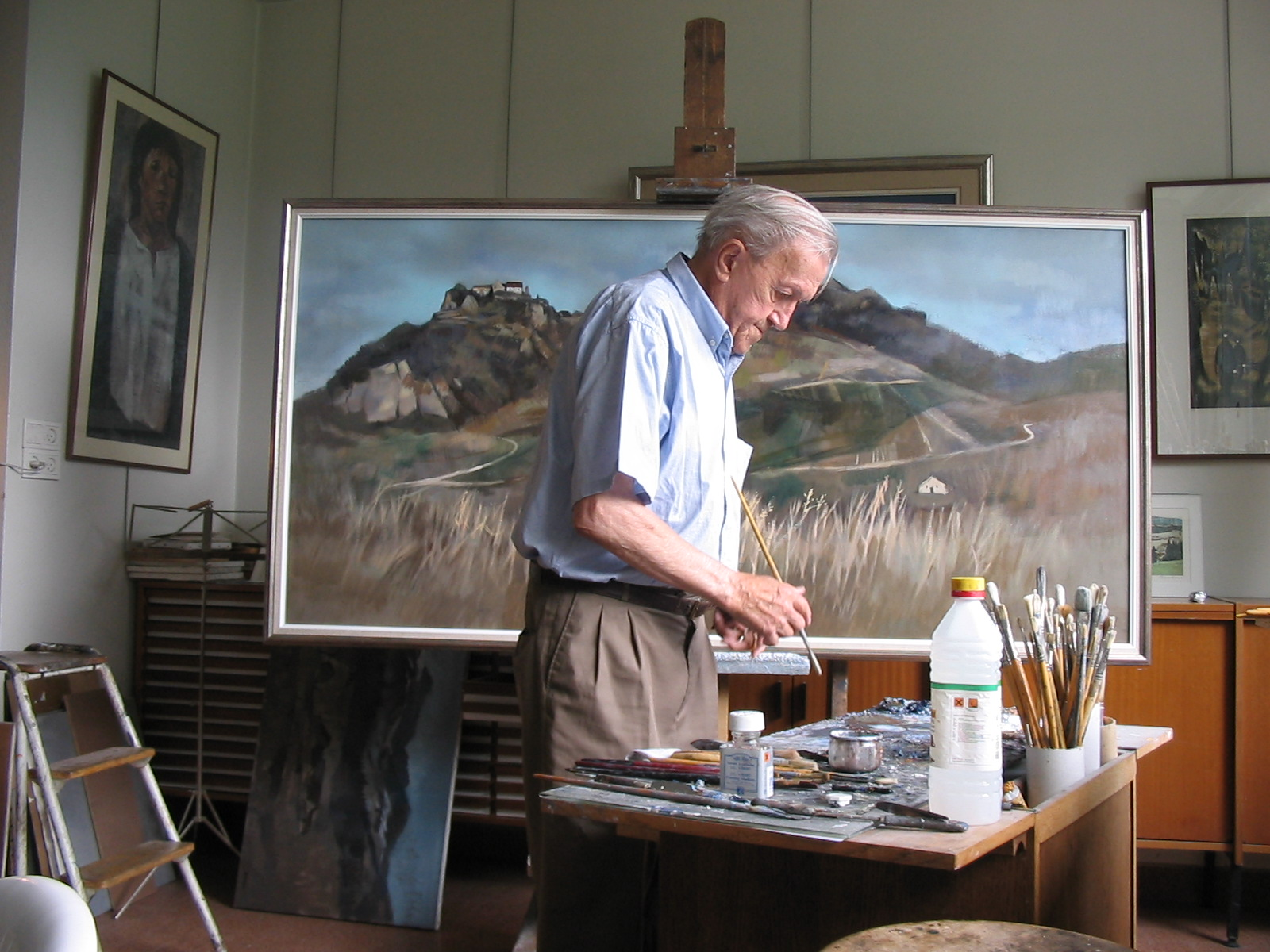
Pierre Bichet dans son atelier.

Pierre Bichet est un peintre né à Pontarlier, en 1922. Celui-ci réalise de nombreux paysages, notamment des tableaux représentant le Fort de Joux, le Mont d'Or et le lac de Saint-Point, sites très proches les uns des autres. Les dernières années du peintre sont également marquées par la réalisation de nombreux tableaux de petits formats, souvent des planches de bois, représentant encore des paysages jurassiens mais aussi les Alpes. Une exposition de certaines de ses œuvres, dont notamment un tableau représentant le lac en hiver, a été organisée dans l'écomusée des Maisons comtoises de Nancray dans le Doubs.

### Dans la littérature
- Janine Boissard, auteure de romans policiers, décrit les paysages du Jura et du lac de Saint-Point[28].

### Au cinéma
En 1962, Le Septième Juré, film français policier tourné en noir et blanc par le réalisateur Georges Lautner à Pontarlier et dans sa région. Les premières images du film présentent le lac de Saint-Point.

## Galerie

Quelques vues du lac de Saint-Point
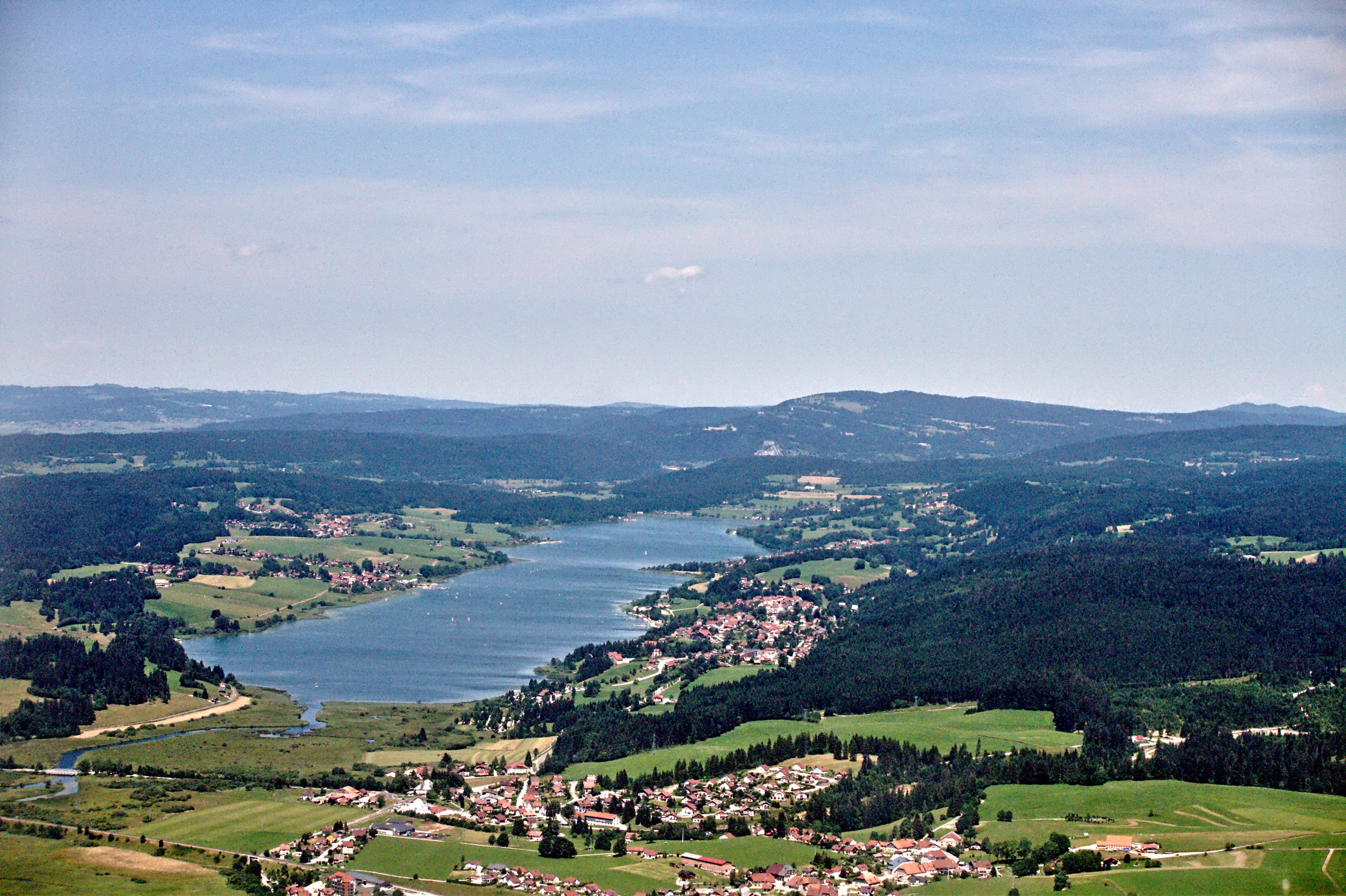
Vue aérienne.
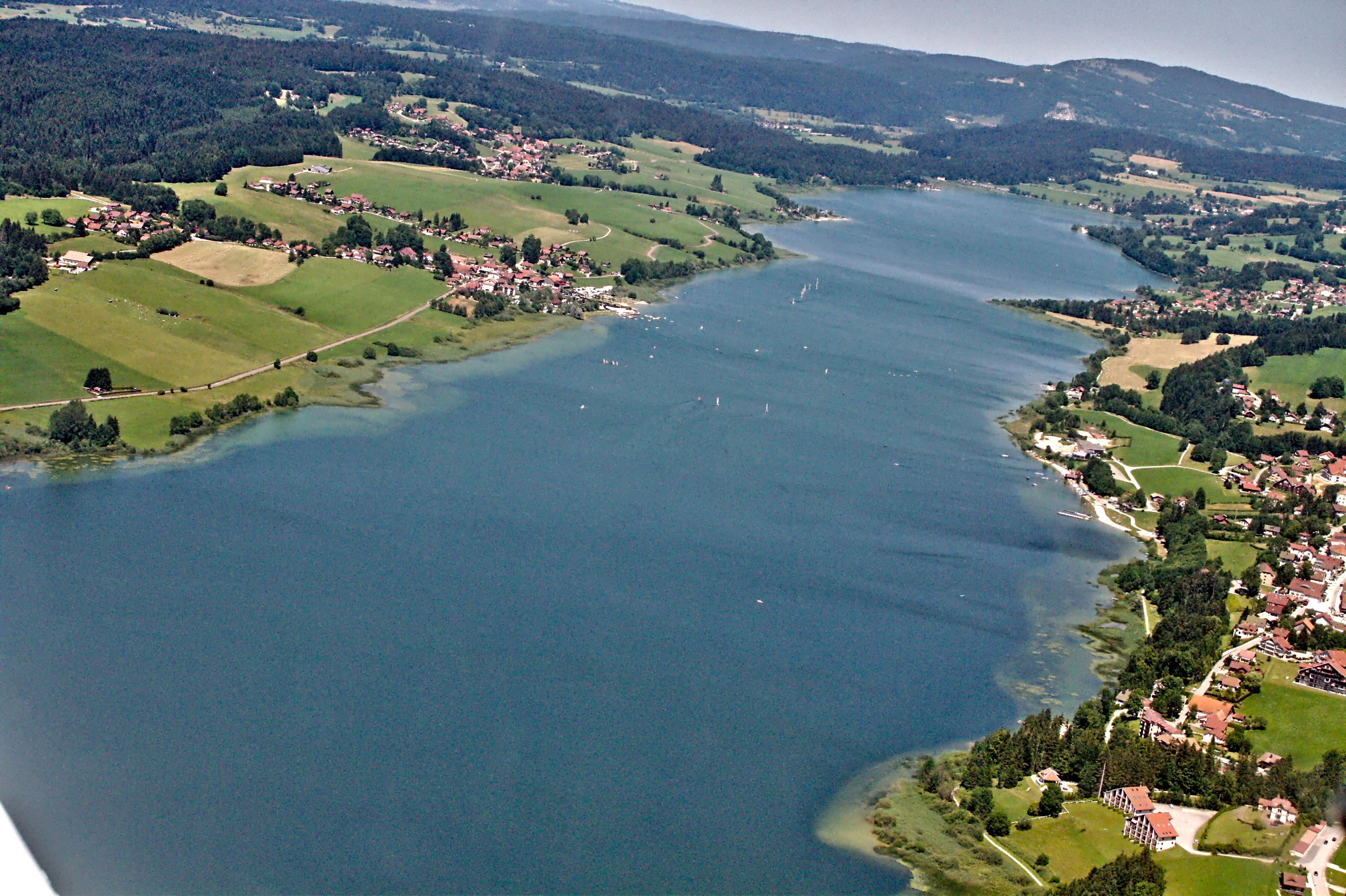
Vue aérienne.
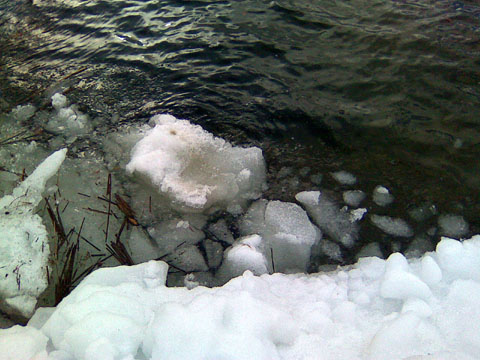
Fonte de la glace à Chaon (commune de Montperreux).
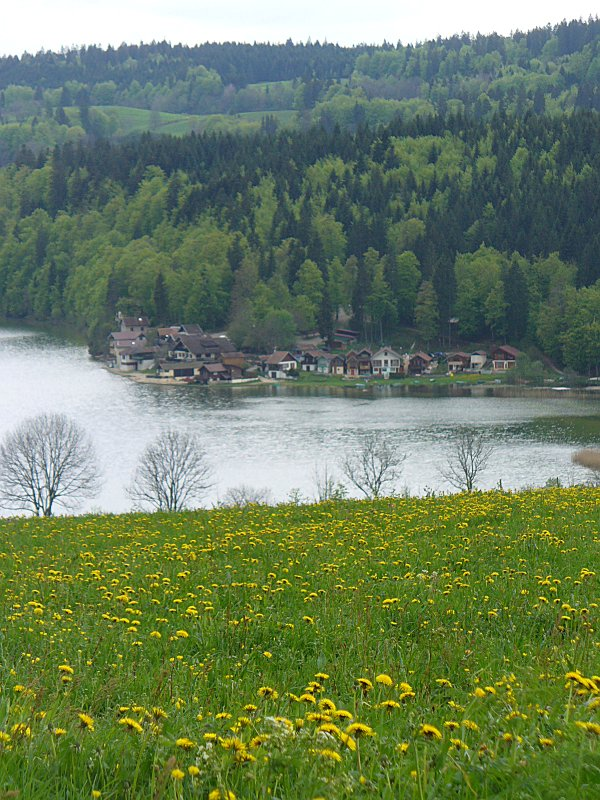
Vue de Port Titi (commune des Grangettes).
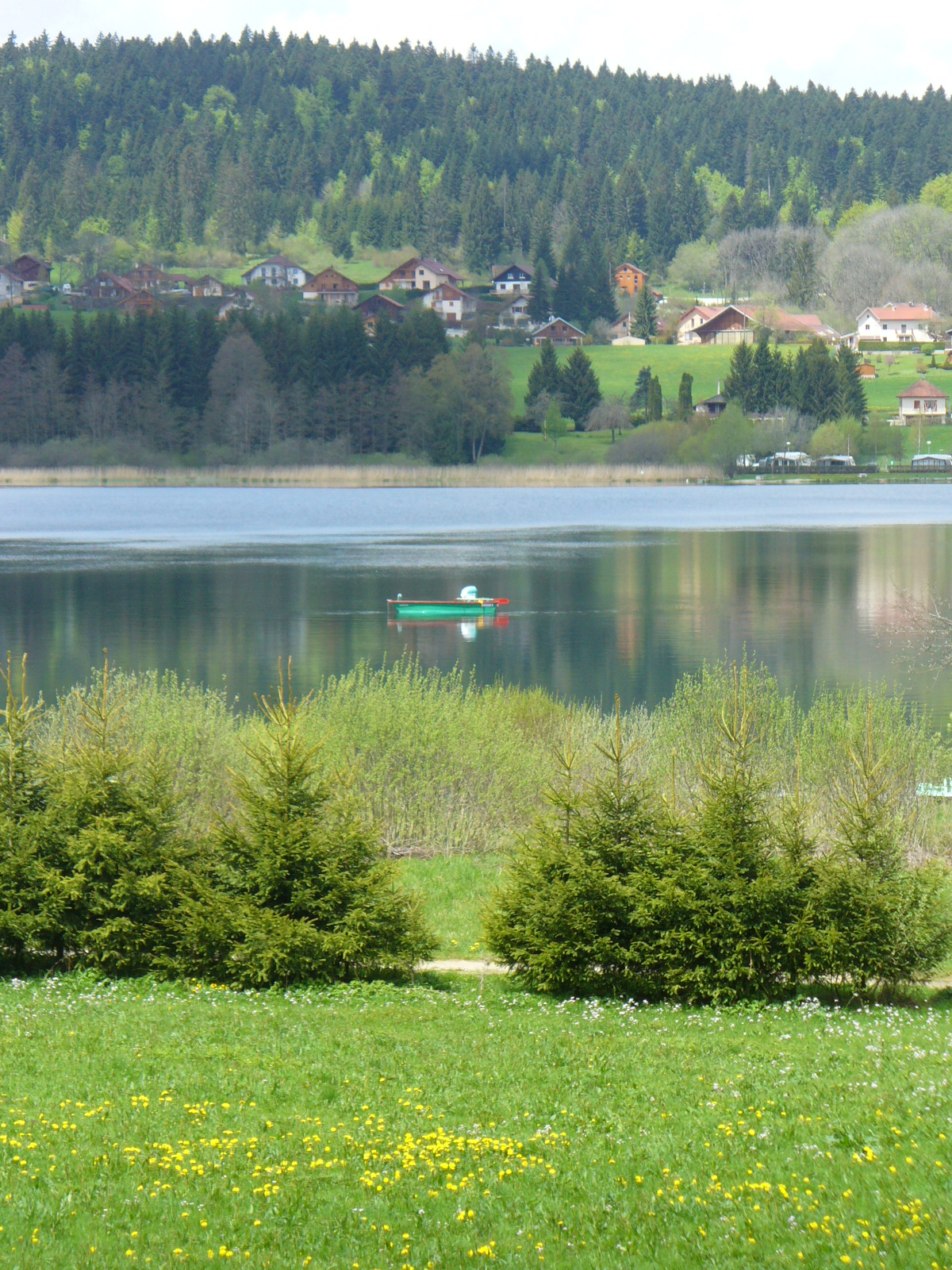
Un pêcheur.
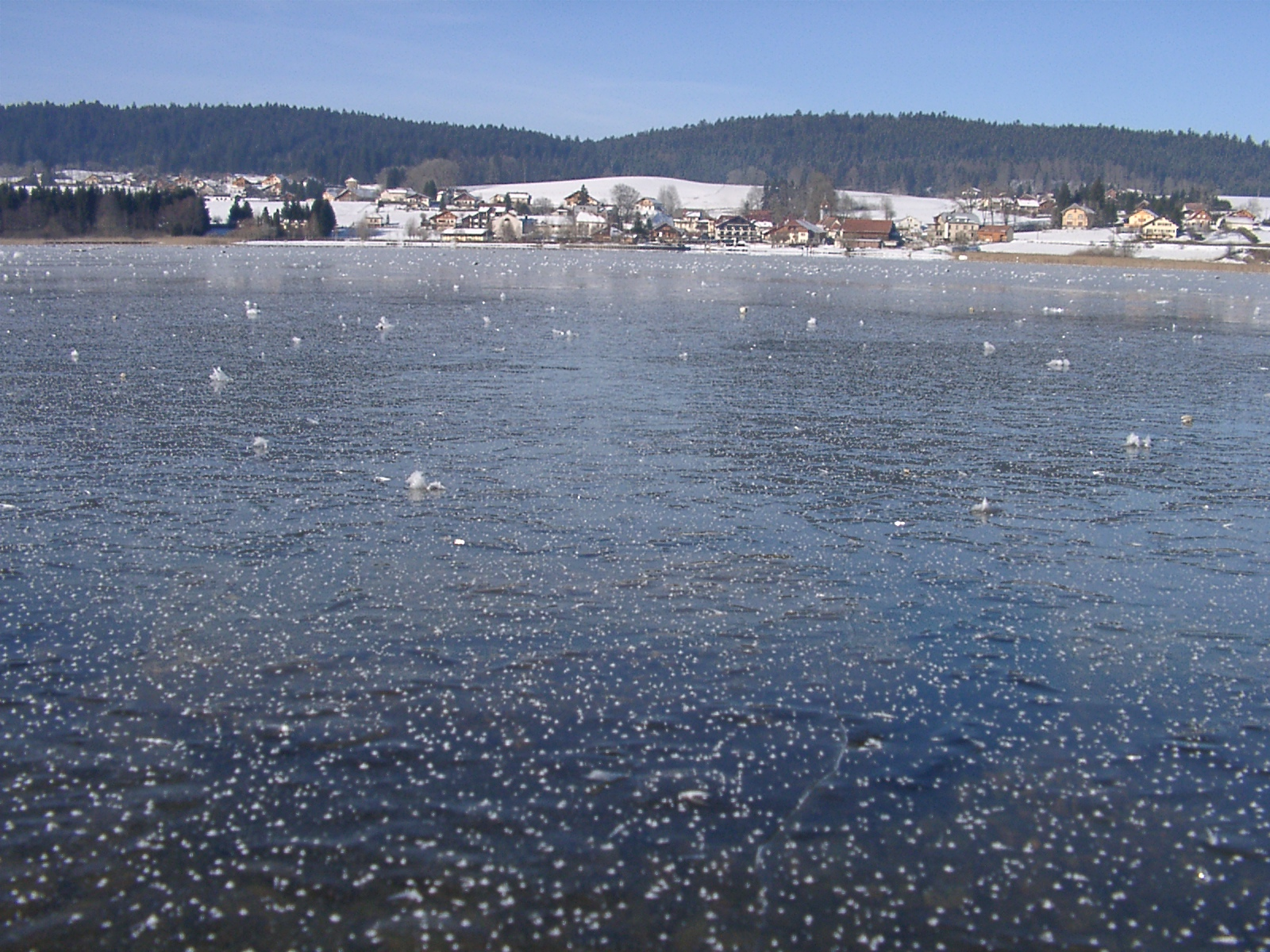
Vue de la commune de Saint-Point-Lac avec le lac gelé au premier plan.
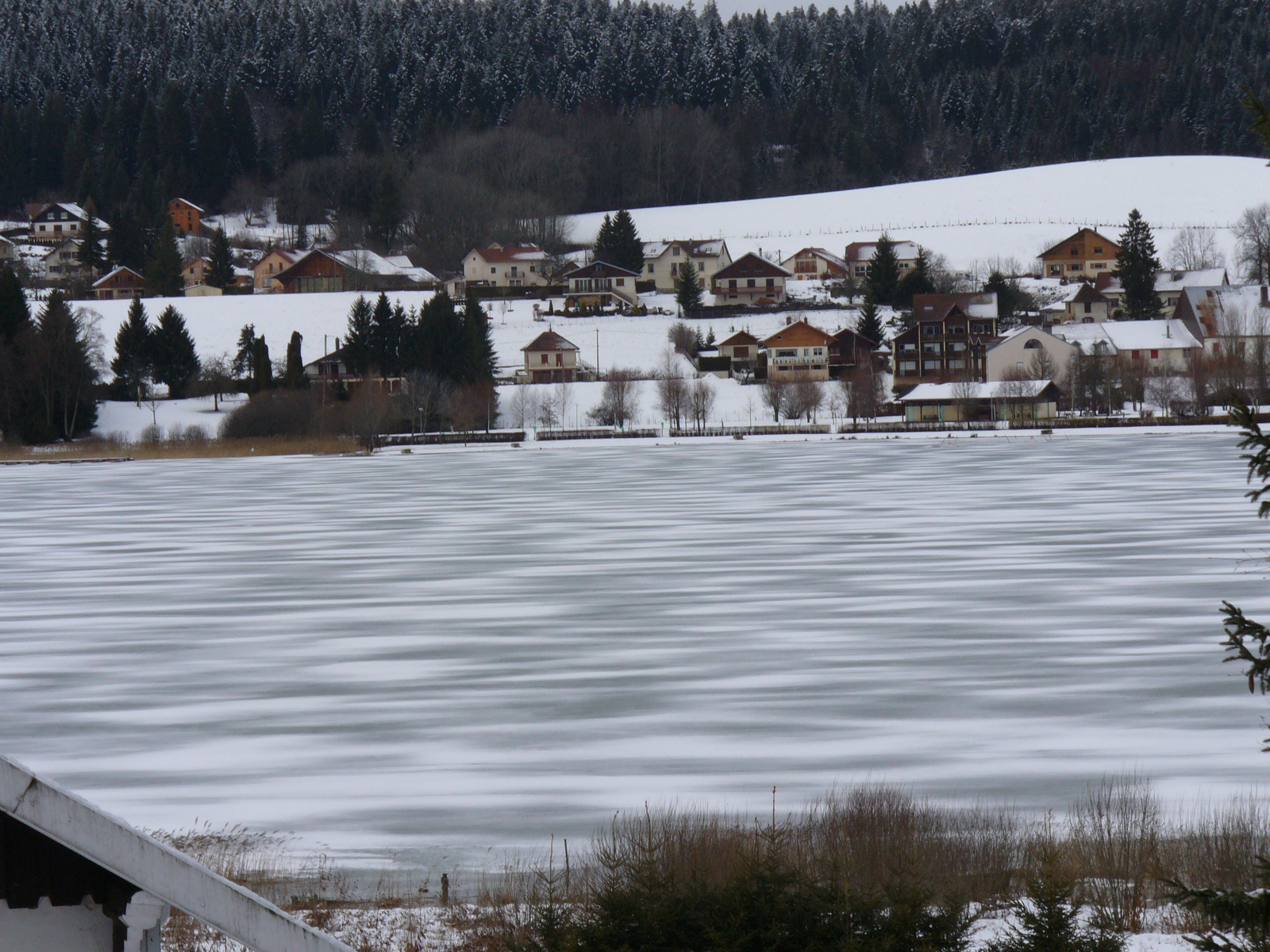
Le lac partiellement gelé (Saint-Point-Lac au fond).
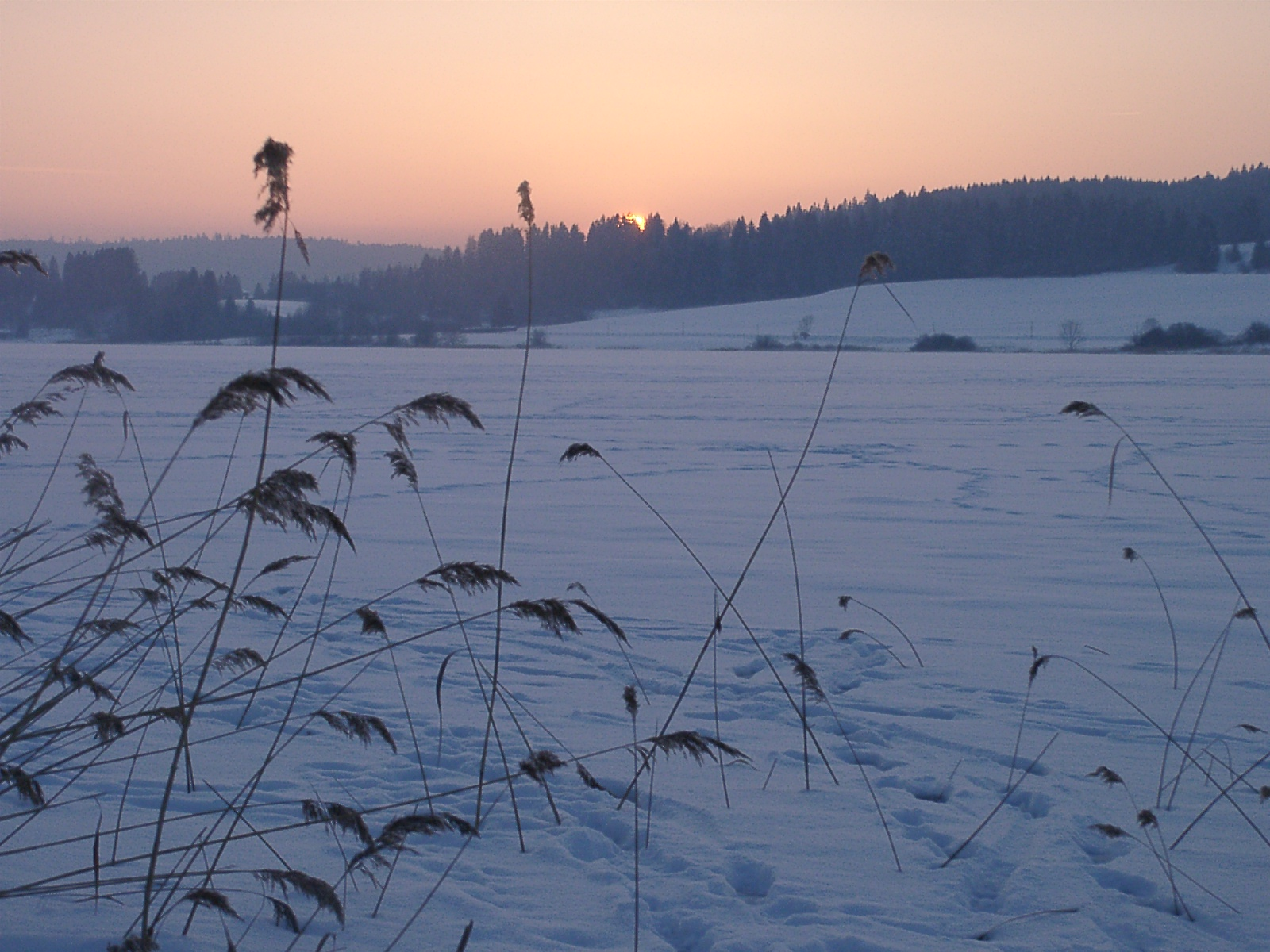
Coucher de soleil sur le lac gelé recouvert de neige.
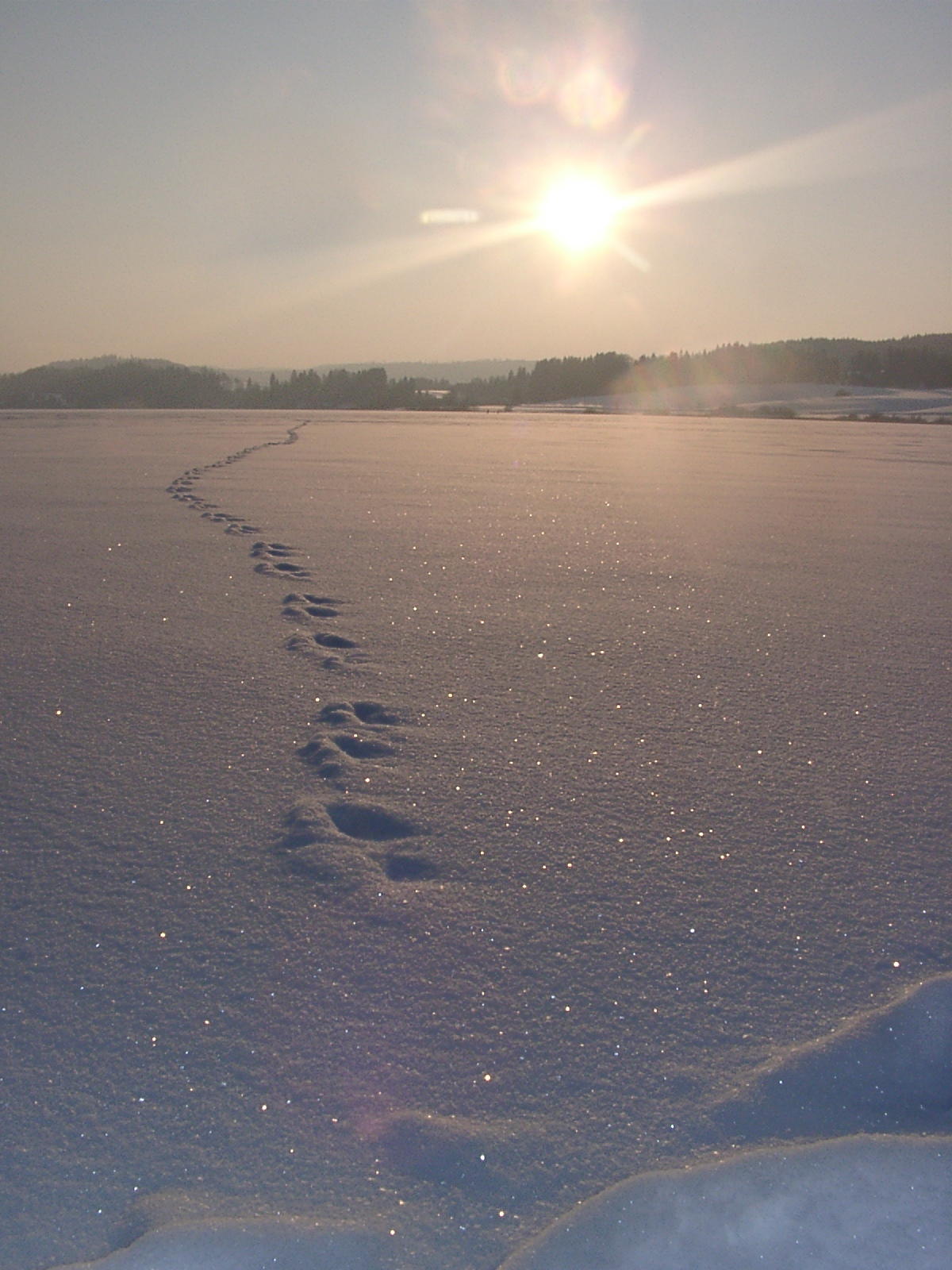
Le lac peut être traversé à pied lorsqu'il gèle.
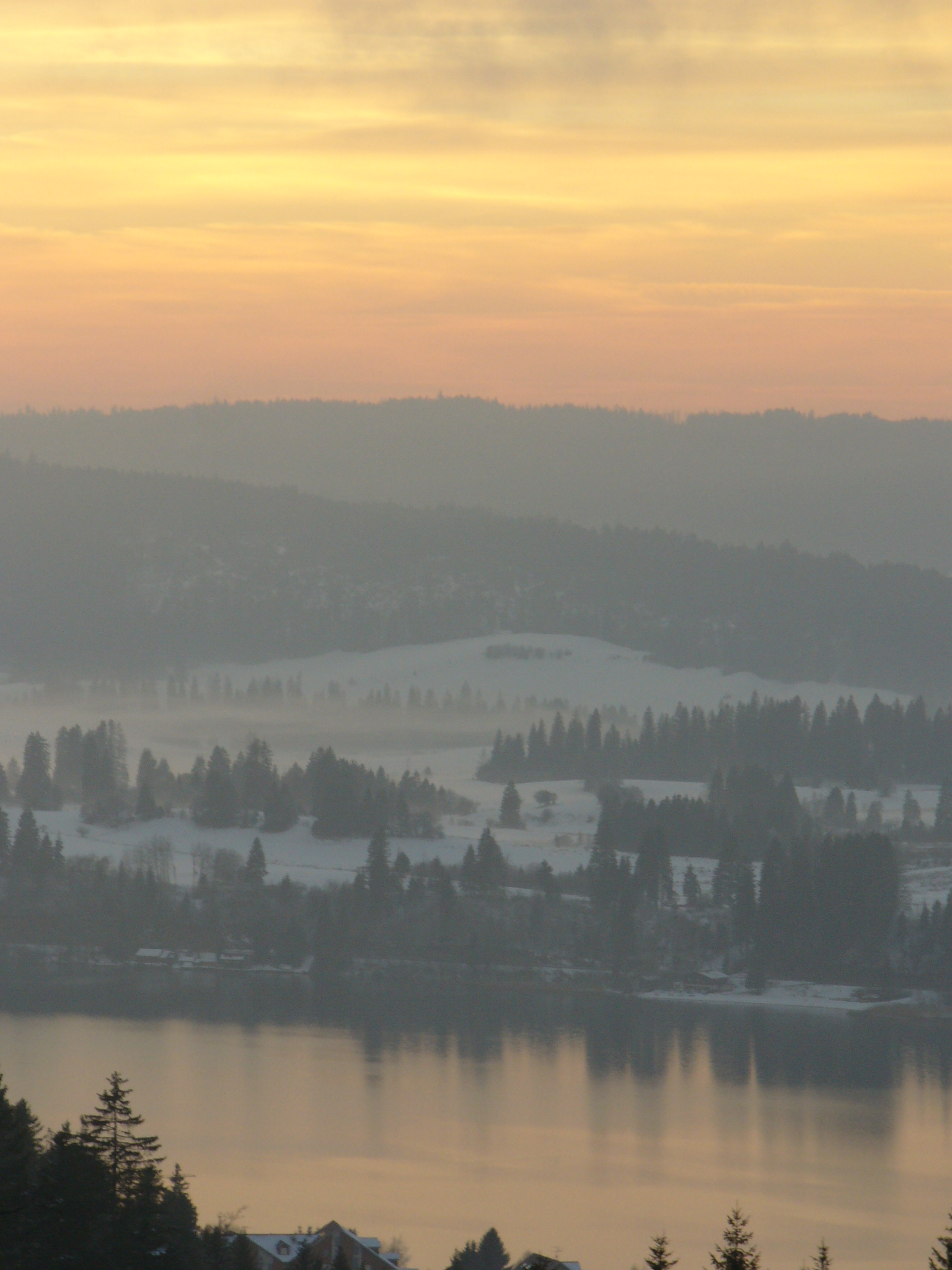
Coucher de soleil sur le lac en hiver.